# 松浦鉄道MR-400形気動車

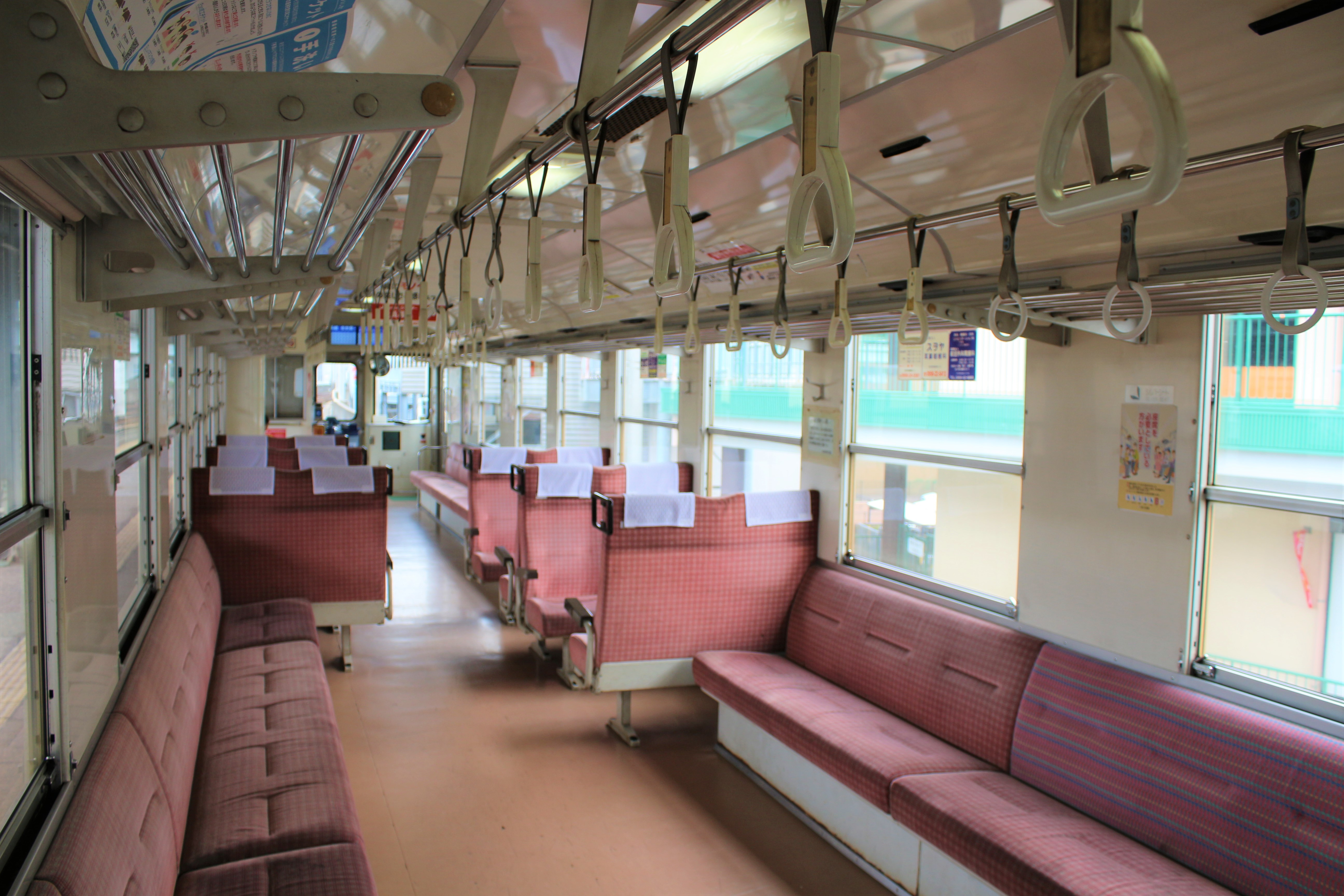
MR-401車内

松浦鉄道MR-400形気動車（まつうらてつどうMR-400がたきどうしゃ）は松浦鉄道が保有・運行する鉄道車両（気動車）である。

## 概要
1998年（平成10年）に1両 (MR-401) が新潟鐵工所で製造された。前面貫通形両運転台車でワンマン運転対応。

## 構造

### 車体
新潟鐵工所で製造されたローカル線向け軽快気動車NDCシリーズの一つ。18m級としては標準的な車両構造であり、同じ九州内でも九州旅客鉄道（JR九州）キハ125形や島原鉄道キハ2500形といった類似車両が運用されている（ただしこれらの車両とは異なり本形式には車外へのバックミラーの取り付けが行われている）。
松浦鉄道としては初めての18m級車体を持つ車両である（開業以来のMR-100形・MR-200形・MR-300形と比べて約2m長い）。乗客用扉はMR-100形等の折り戸から引き戸に改められた他、運転席側のみだが運転士用の扉が別に設けられた。

### 車内設備
車内はセミクロスシートで、車両中央部に固定クロスシート（ボックスシート）が4組設けられている。トイレは設置されていない。
ワンマン運転に対応し、運賃表示器・運賃箱・整理券発行機がそれぞれ運転席近くに前後1つずつ設置されている。本形式とMR-500形は小田原機器製のバーコード整理券対応自動読取式の運賃箱が備えられていたが、一般の運賃箱に取替えられている。

## 運用
松浦鉄道西九州線全線において、他の形式と共通運用されている。2007年3月から営業運転を開始したMR-600形による置き換え対象からは外されている。